# Moledo (Caminha)
Moledo is een plaats (freguesia) in de Portugese gemeente Caminha en telt 1 275 inwoners (2001).

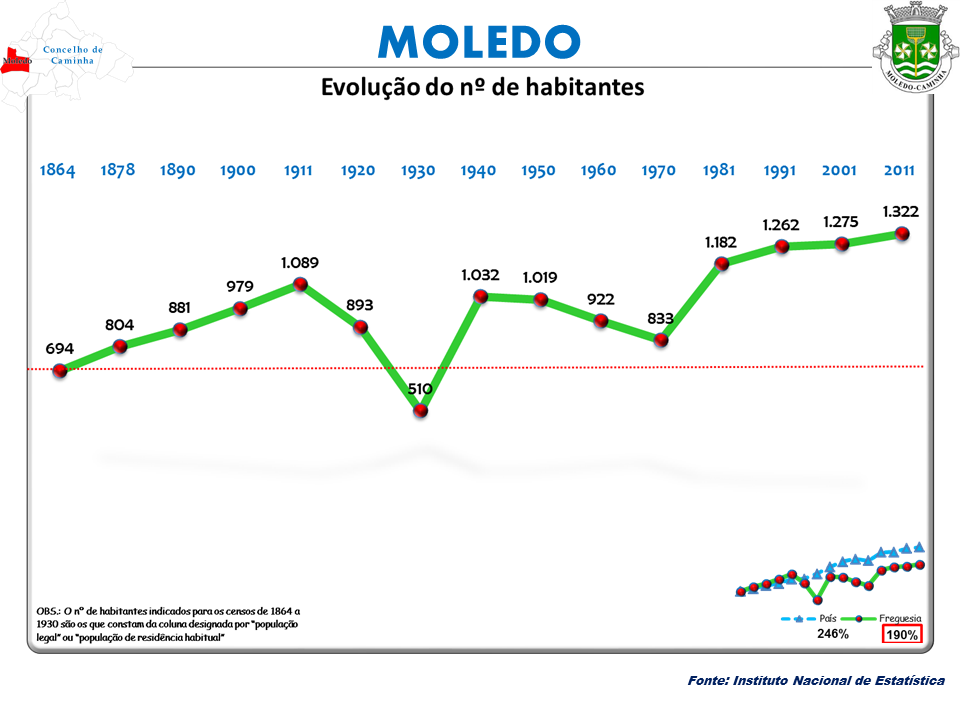
Bevolkingsontwikkeling tussen 1864 en 2011